# Pałac w Warcie Bolesławieckiej
Pałac w Warcie Bolesławieckiej (niem. Schloss Alt Warthau) – zabytkowy pałac w zachodniej części Warty Bolesławieckiej – wsi w Polsce, w województwie dolnośląskim, w powiecie bolesławieckim, w gminie Warta Bolesławiecka, na Pogórzu Kaczawskim w Sudetach.
Obiekt wzniesiony w 1540 r. przez Hansa von Zedlitza, rozbudowany na przełomie XVI i XVII w., modernizowany w XVIII i XIX w. Obecnie własność prywatna.

## Historia
Pałac w Warcie Bolesławieckiej został wzniesiony w 1540 roku przez Hansa von Zedlitza. Po wybudowaniu dworu von Zedlitzowie sprzedają go wraz z wsią rodzinie von Glaubitz. Dobra w krótkim czasie miały różnych właścicieli, byli to kolejno: Hans von Glaubitz, Hans von Stiebitz i Christoph von Sommerfeld. Na przełomie XVI i XVII wieku dwór powiększono o północne skrzydło, o czym świadczy data 1612 na sygnaturce.
Po śmierci kolejnego właściciela majątku z rodziny von Sommerfeld – Abrahama, wdowa po nim Barbara z domu von Reibnitz została jedyną dziedziczką. Ponownie wyszła za mąż za Otto barona von Hohberg auf Buchwald, który z kolei po śmierci żony stał się następnym dziedzicem.
W 1663 r. baron ożenił się po raz drugi, a jego wybranką została Sophie Hedwig von Schellendorf. Z tego małżeństwa narodziła się córka, Helena Sophia Magdalena, która w 1683 r. poślubiła wicekanclerza Królestwa Czech i starostę legnicko-głogowskiego Hansa Wolfganga Wenzela von Frankenberg.
Za czasów, gdy właścicielami była rodzina von Frankenberg dokonano kilku przebudów. W II poł. XVIII w. przebudowane zostały wnętrza pałacu. W 1899 r. przeprowadzono renowację, która zatarła wiele cech stylowych, m.in. powiększono okna dużej sali na piętrze skrzydła południowego oraz na piętrze zachodniej elewacji. Na przełomie lat 1913-1914 na stare sgraffita nałożono nowe. W 1918 roku zrekonstruowano dekoracje sgraffitowe. Do końca II wojny światowej właścicielami dóbr była rodzina hrabiów von Hacke.
Po przejściu frontu w 1945 pałac był systematycznie niszczony i szabrowany. Do lat 70. był częściowo użytkowany przez PGR. Opuszczony po 1989 popadł w ruinę. Po likwidacji PGR-u w 1993 AWRSP ogłosiła przetarg na dzierżawę gospodarstwa, który wygrał rolnik Stanisław Kuduk. W 2006 stał się on właścicielem obiektu. Uporządkował zaniedbany folwark i urządził w nim prężnie działające gospodarstwo rolne a następnie rozpoczął odbudowę pozbawionego stropów i dachu dworu.

## Architektura
Pałac jest dwukondygnacyjną, trzyskrzydłową budowlą wzniesioną głównie z kamienia łamanego, na planie litery U i nakrytą dachami dwuspadowymi. Budynek otacza fosa z wodą i z kamiennym mostem. Pałac wieńczą ozdobne wolutowe renesansowe szczyty. Na elewacjach widnieją pozostałości dekoracji sgraffitowej z XVI i XIX wieku. Wewnątrz obiektu znajduje się renesansowy portal.
Pałac jest częścią zespołu pałacowego, w skład którego wchodzą jeszcze: park krajobrazowy w stylu angielskim ze stawami, aleją dębową i starymi grabami; ruiny zamku z XV wieku; dwie oficyny pałacowe z XVI wieku; trzy budynki gospodarcze, trzy stodoły i obora z XVI wieku.

## Mauzoleum
Mauzoleum właścicieli rodzin von Merveldt i Frankenberg z grobami: hr. Klemensa von Merveldt (1845-1923), jego żony Johanny von Frankenberg (1848-1924) oraz teściowej Rosy von Frankenberg (1822-1897). Sarkofagi położone pod baldachimem wspartym na ośmiu kolumnach z piaskowca, tworzących arkady. Po obu stronach mauzoleum nad środkowymi arkadami herby von: Frankenberg i Merveldt.

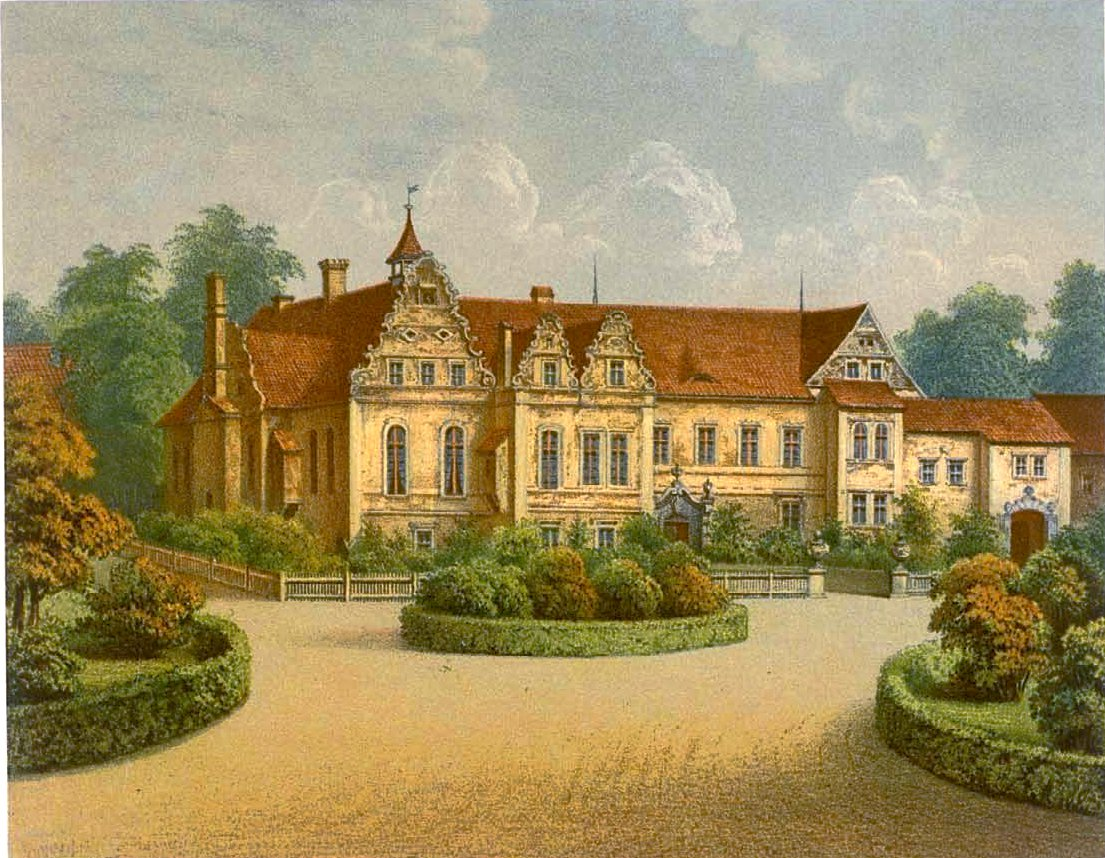
Pałac według Alexandra Dunckera
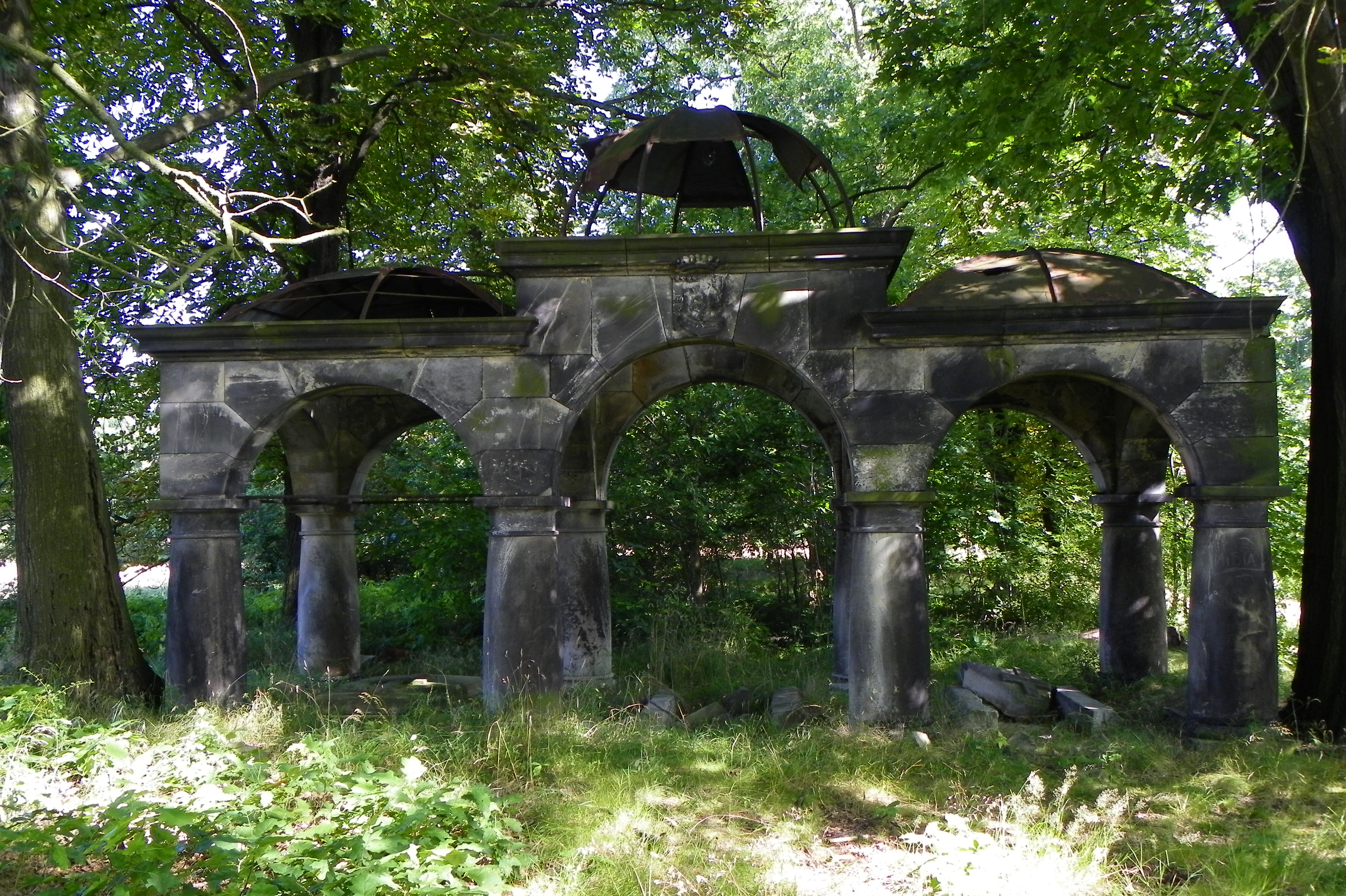
Mauzoleum z herbem
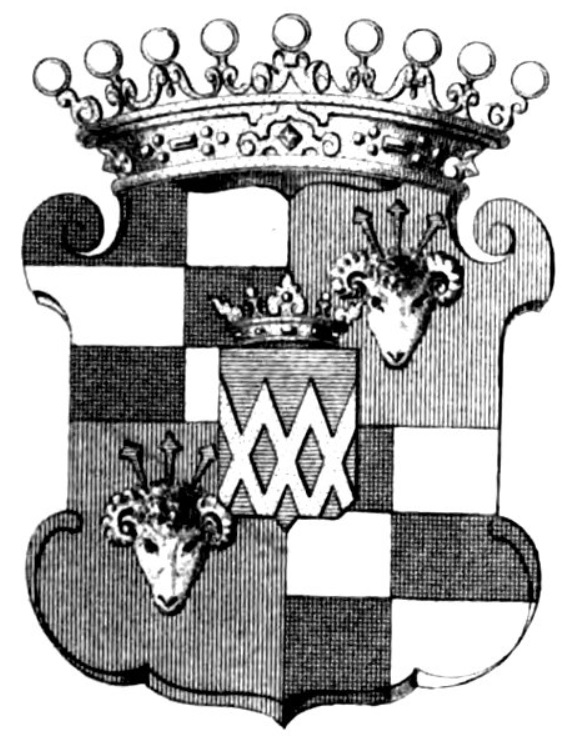
Herb von Merveldt
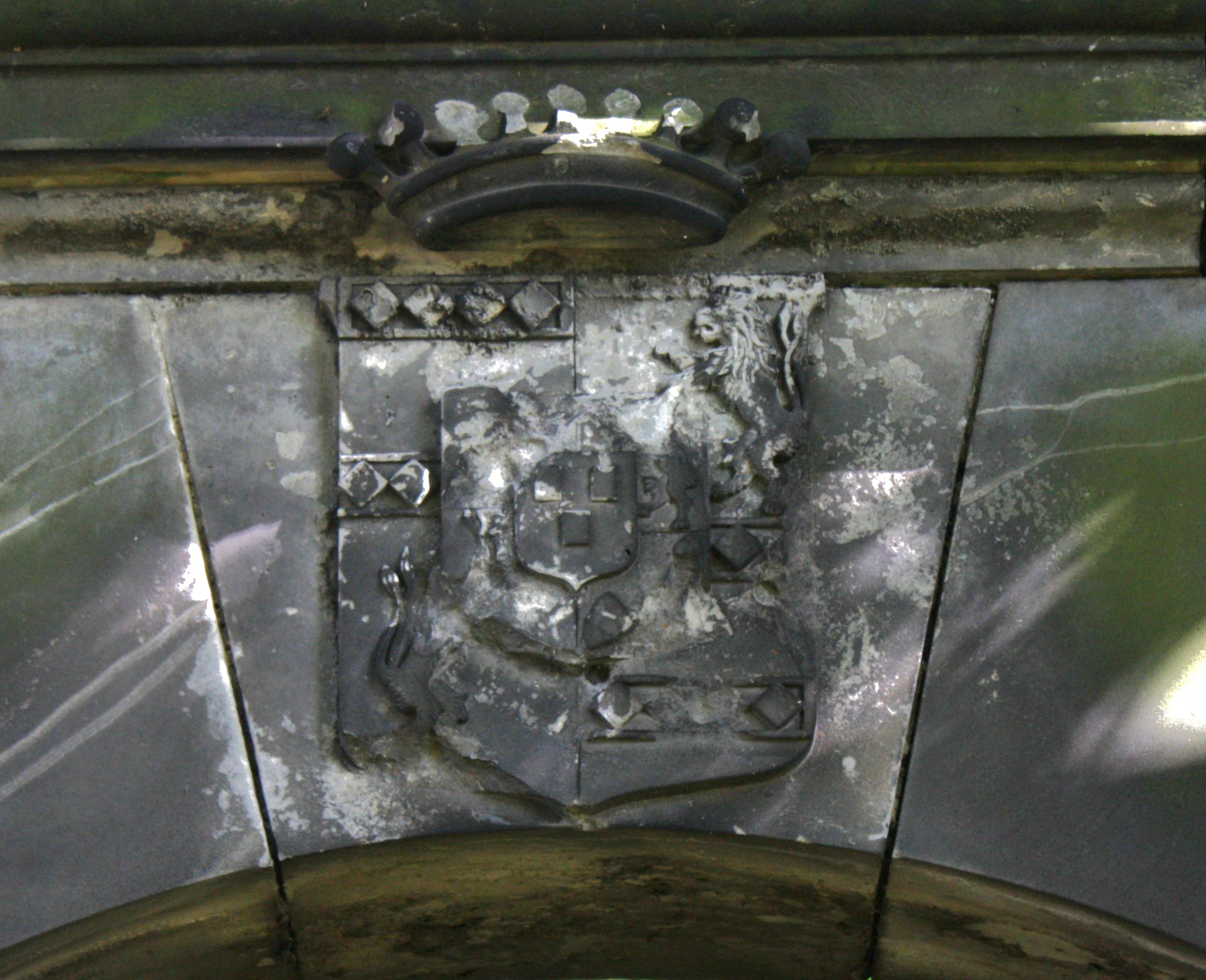
Herb von Frankenberg
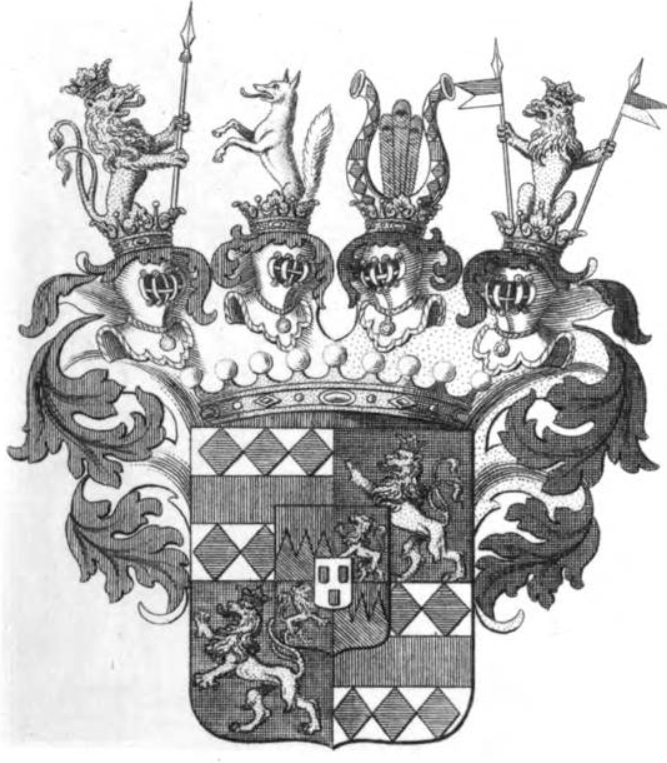
Herb von Frankenberg